# San Michele (île)
Pour les articles homonymes, voir San Michele.
San Michele est l'île-cimetière de la ville de Venise en Italie, située au nord de la cité, à mi-chemin de l'île de Murano.

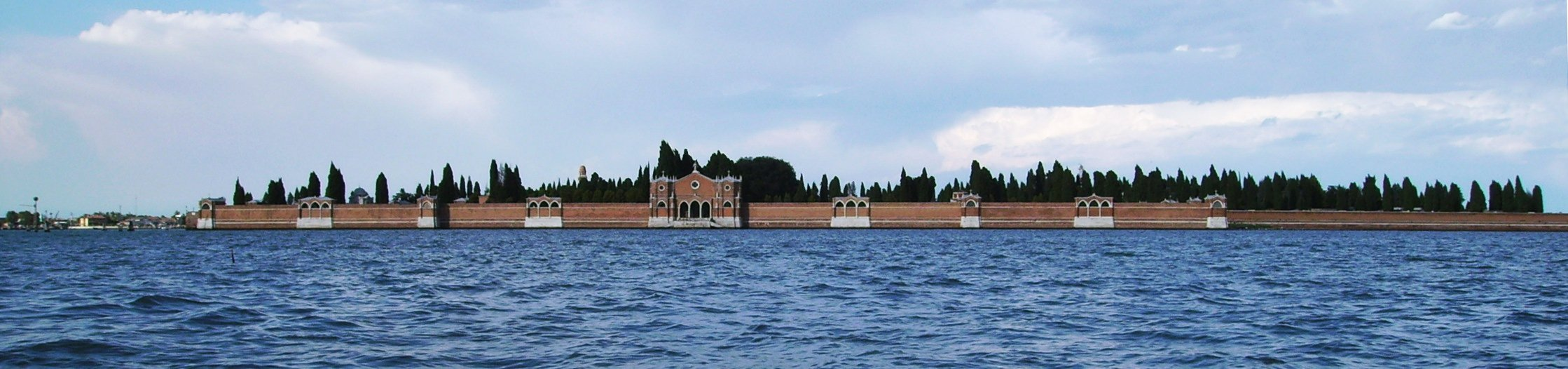
San Michele vue du Sud-Ouest

## Description
Cette île est en réalité formée de l'union de deux îles, séparées par un canal : l'île de San Michele proprement dite et celle de San Cristoforo della Pace. 
C'est en 1837 que, pour des raisons sanitaires, cette île devint le siège du cimetière de la ville de Venise. Précédemment, les sépultures étaient rassemblées dans de petits cimetières se trouvant à proximité des églises. L'union fut très difficile car le canal les divisant était très exigu.

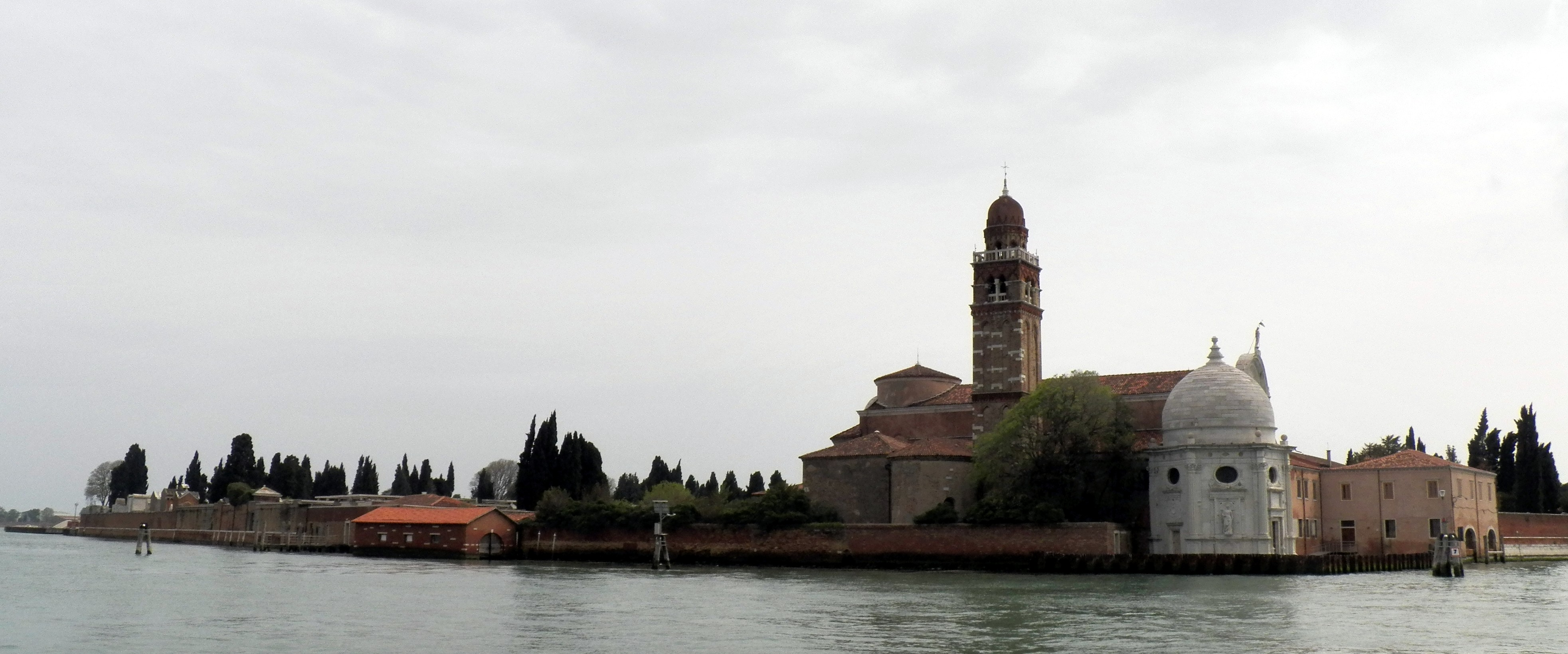
Vue de Murano
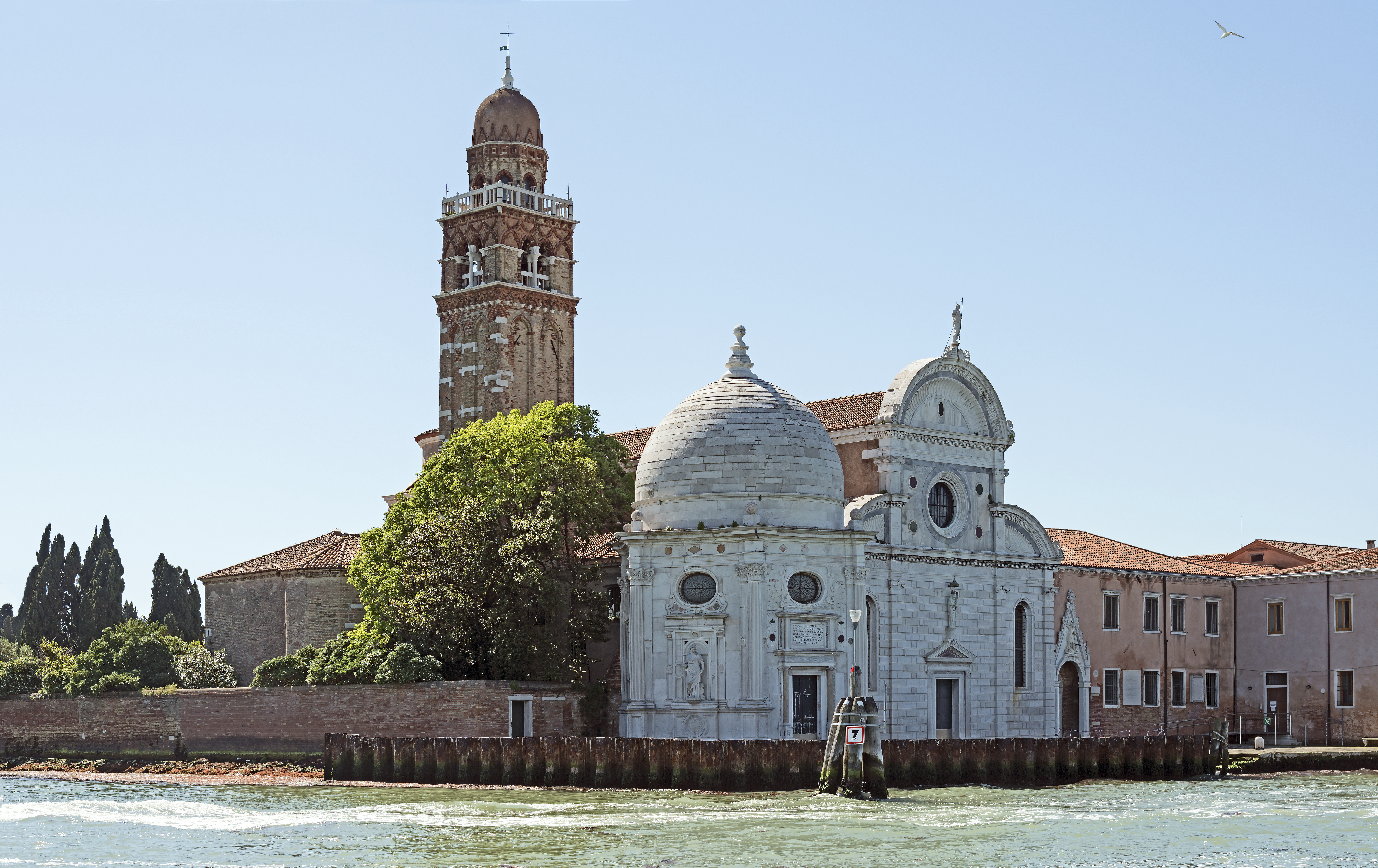
Église de S.Michele in Isola
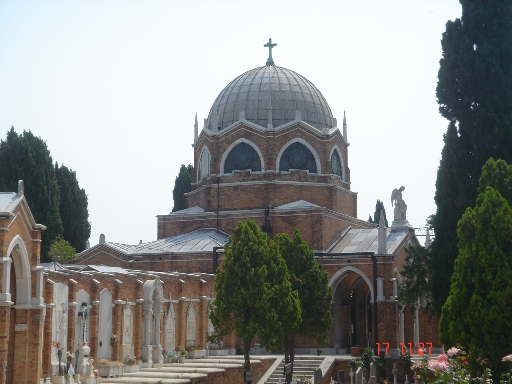
Église de San Cristoforo
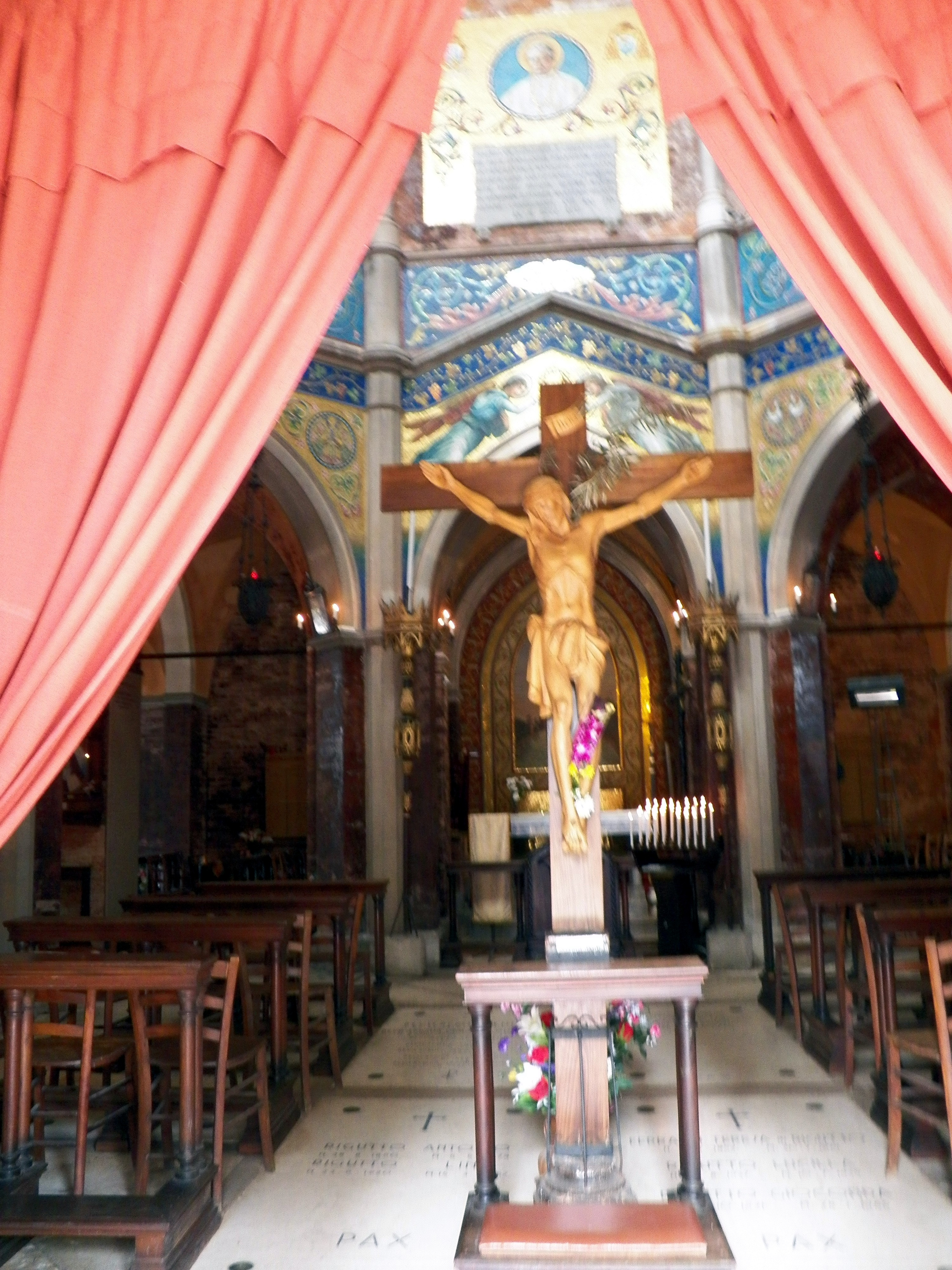
Église de San Cristoforo
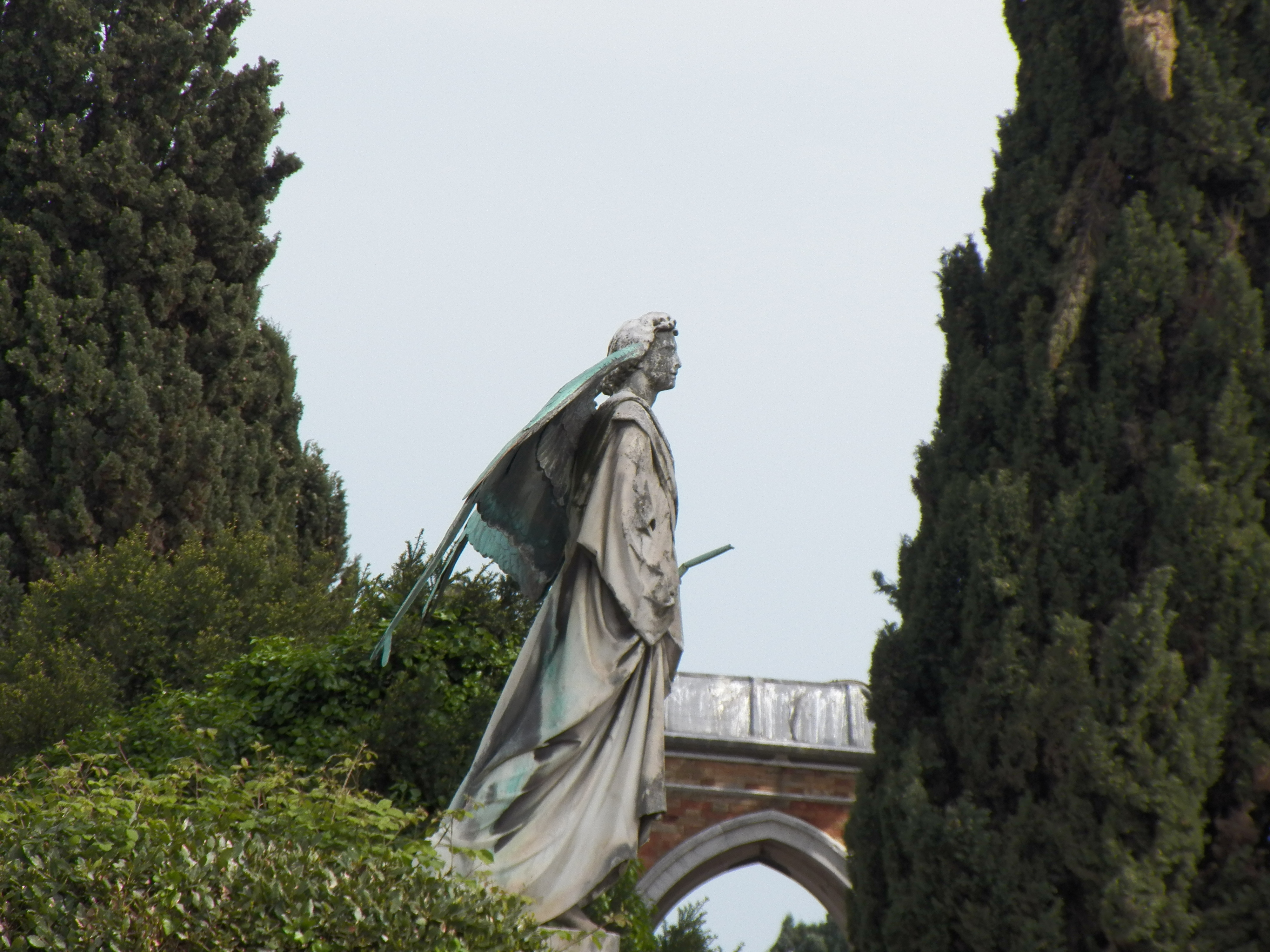
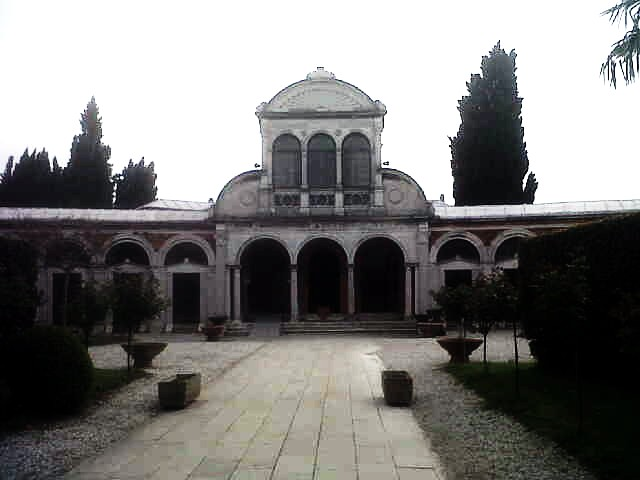
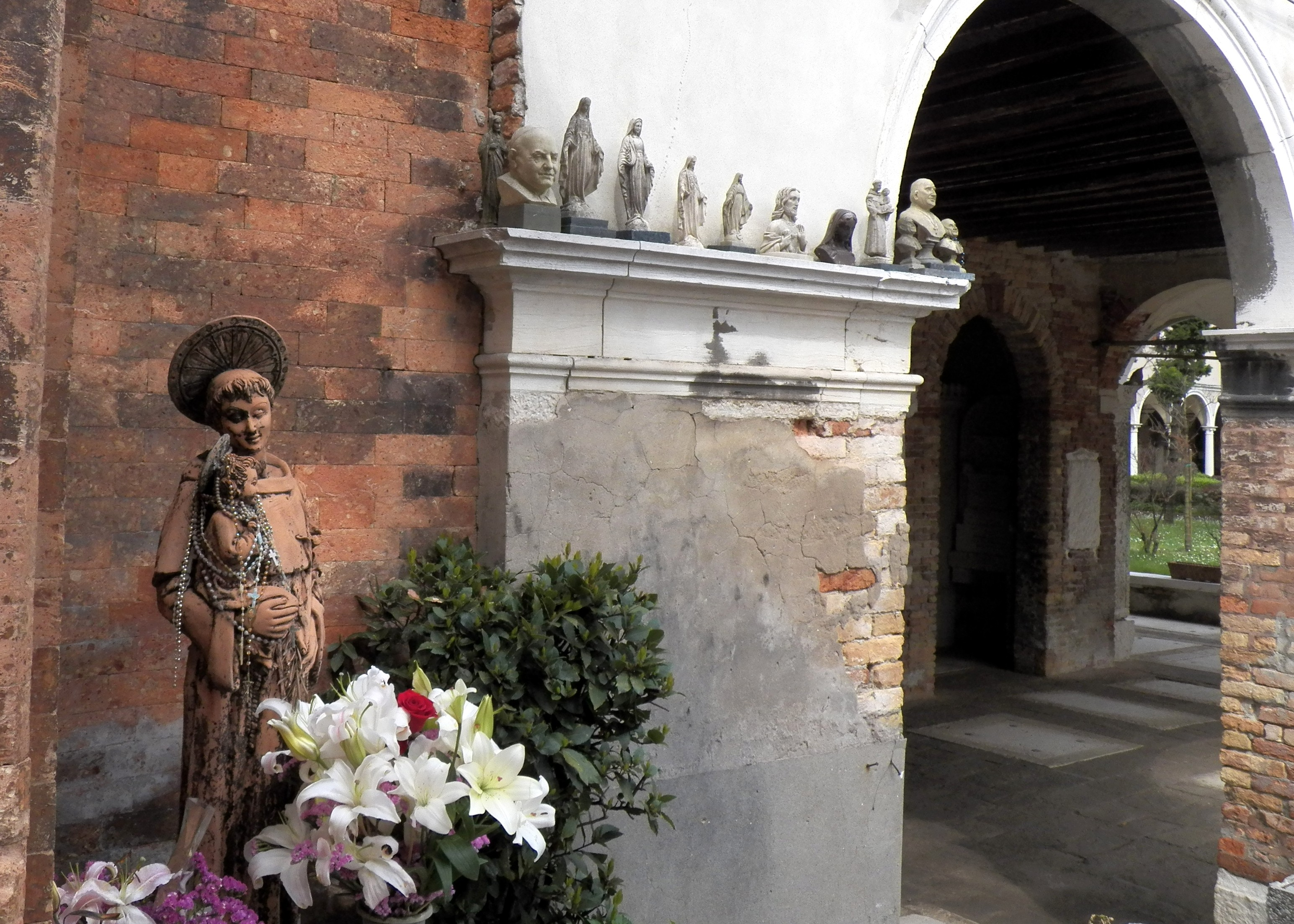

## Architecture

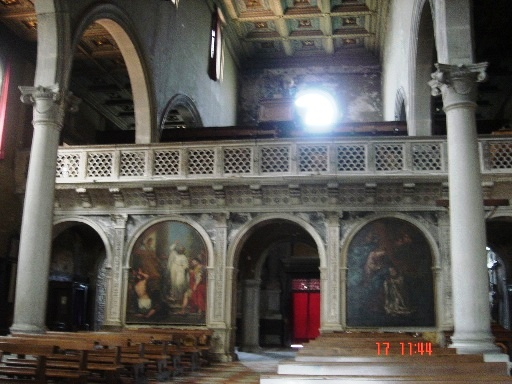
San Michele dans le chœur de l'église

Sur l'île de San Michele, on peut apercevoir l'église San Michele in Isola réalisée sur le projet de l'architecte Mauro Coducci à partir de 1469. Ce fut la première église à être décorée par les marbres de l'Istrie. L'arrêt du vaporetto se trouve en face de l'église.
L'église de San Cristoforo est quant à elle présente à l'intérieur même du cimetière, beaucoup plus petite que la précédente.

## Cimetières
Les cimetières sont divisés selon la religion du défunt. Ainsi, on y trouve des divisions catholique, orthodoxe et protestante. Le cimetière juif de Venise se trouve sur l'île du Lido. On retrouve dans ce cimetière les dépouilles de grands noms telles que celles de :

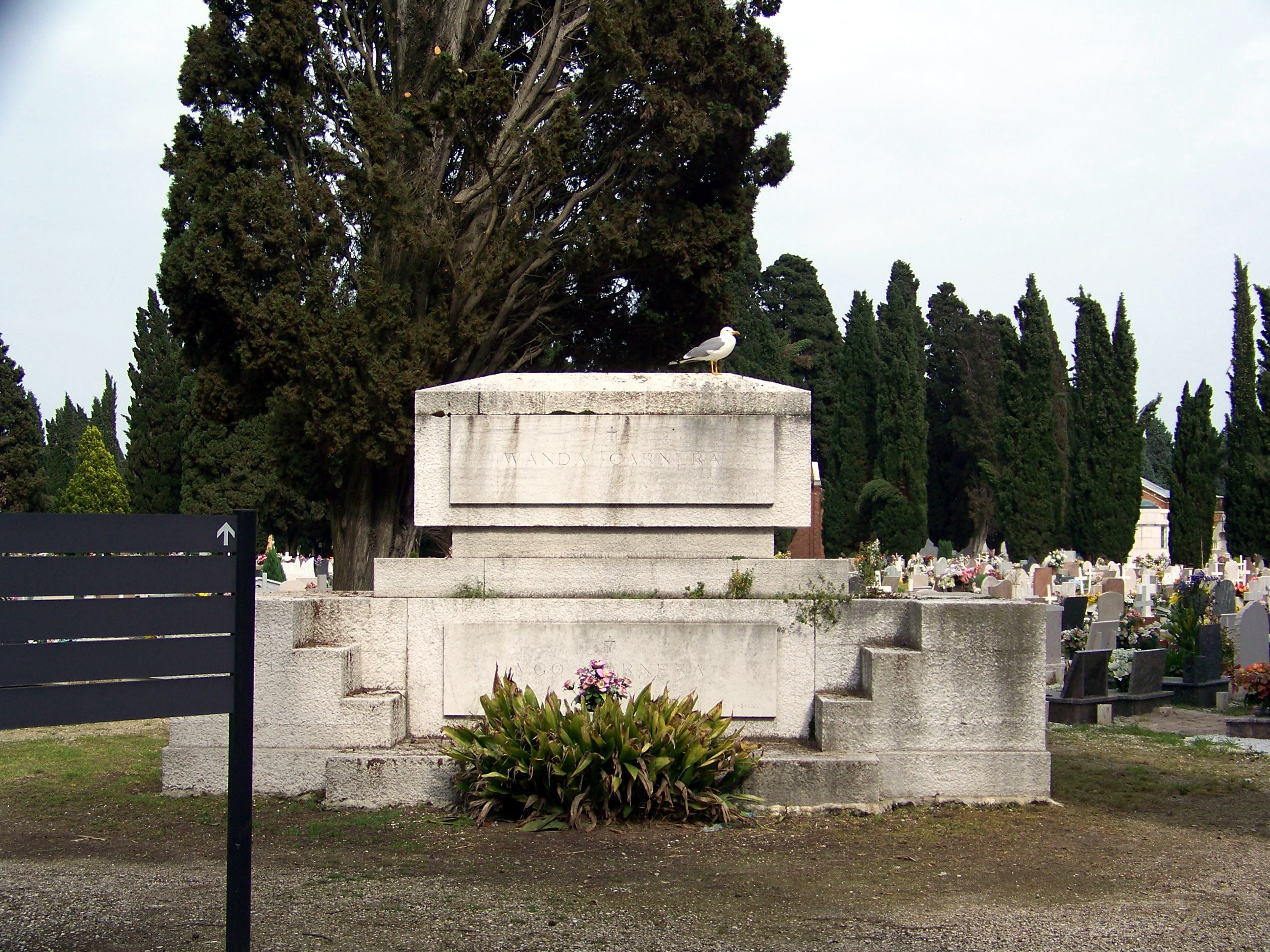
Tombe

- Louis Léopold Robert (1794 - 1835)
- Christian Doppler (1803 - 1853)
- Frederick Rolfe (1860 - 1913)
- Serge Diaghilev (1872 - 1929)
- Igor Stravinsky (1882 - 1971)
- Ezra Pound (1885 - 1972)
- Helenio Herrera (1916 - 1997)
- Luigi Nono (1924 - 1990)
- Joseph Brodsky (1940 - 1996)
- Olga Rudge (1895 - 1996)

### Carré militaire
Un carré militaire français, rassemblant les tombes de 18 militaires décédés à la fin de la Première Guerre mondiale, se trouve également sur l'île San Michele. Ces hommes appartenaient majoritairement au Centre d'Aviation Maritime de Venise, dépendant de la Marine nationale française qui assurait la permanence d'hydravions sur la Mer Adriatique.
Les tombes sont alignées en une rangée, aux côtés de celles de militaires italiens.